# Otome Game Sekai wa Mob ni Kibishii Sekai desu
Otome Game Sekai wa Mob ni Kibishii Sekai desu (乙女ゲー世界はモブに厳しい世界です Otome gē Sekai wa Mobu ni Kibishī Sekaidesu?), conocida como Trapped in a Dating Sim: The World of Otome Games is Tough for Mobs en inglés, es una serie de novelas ligeras japonesas escritas por Yomu Mishima e ilustradas por Monda. El autor la publicó originalmente como una novela web en la plataforma Shōsetsuka ni Narō desde el 1 de octubre de 2017 hasta el 15 de octubre de 2019, y concluyó con siete partes y 176 capítulos. Más tarde comenzó a publicarse como una novela ligera por Micro Magazine bajo su sello GC Novels el 30 de mayo de 2018. Una adaptación al manga de la serie con arte de Jun Shiosato comenzó a serializarse el 5 de octubre de 2018 y se publica bajo el sello Dragon Comics Age de Fujimi Shobo. Seven Seas Entertainment publica tanto la novela ligera como la adaptación al manga en inglés. Una adaptación de la serie al anime producida por ENGI se estrenó el 3 de abril de 2022.

## Sinopsis
La historia comienza cuando un oficinista del Japón moderno muere después de jugar su videojuego otome Holfort Kingdom (que su hermana descarada le obligó a jugar) días consecutivos y se encuentra reencarnado en el mundo del videojuego otome en el cuerpo de Leon Fou Bartfort. Específicamente, se había reencarnado en un mundo donde las mujeres dominan sobre los hombres y los únicos son los intereses románticos de la protagonista del juego. La trama gira en torno a Leon interrumpiendo su mundo usando su conocimiento del juego de su vida pasada, encontrando al elemento de inteligencia artificial Luxion e inscribiéndose en la Academia Holtfort. Intenta llevar una vida normal pero a través de sus acciones se ve envuelto en todo tipo de tramas, mientras se mezcla con la realeza y otros personajes del juego otome.

## Personajes
Leon Fou Bartfort (リオン・フォウ・バルトファルト Rion Fō Barutofaruto?)
Seiyū: Takeo Ōtsuka, Víctor Tabarez (español latino)
El protagonista de la serie. Después de su muerte, se reencarnó en el mundo del juego otome. Tiene cabello negro, ojos y apariencia promedio, con rasgos sencillos que le permiten mezclarse con el fondo. A pesar de despreciar a las personas demasiado orgullosas, el mismo Leon disfruta mostrando arrogancia en sus habilidades, porque sabe cómo esta demostración de superioridad daña la confianza y el orgullo de su oponente, por lo que no pierde la oportunidad de aplastar mentalmente a sus adversarios. A pesar de cómo trata de no meterse en problemas y no interferir con la historia del mundo otome, a menudo se arrastra al centro de estos eventos por el bien de alguien. Cuando se trata de sus seres queridos (como Angélica y Olivia y Noelle), incluso está dispuesto a arriesgar su propia vida y siempre trata de pensar qué es lo mejor para ellos. Después de la guerra contra el imperio termina casándose con ( Angélica, Olivia, Noelle, Clarice, Dreide, Louise, Heltrude y Mylene).
Olivia (オリヴィア Orivia?)
 Seiyū: Kana Ichinose, Diana Castañeda (español latino)
La protagonista del primer juego otome, de quien Leon se hace amigo. Ella tiene cabello castaño claro con ojos azul verdosos. Ella es, sin duda, una chica modesta que es muy amable y gentil con la gente. No le gusta apostar. A pesar de su amabilidad y modestia, carece de una cantidad constante de confianza en sí misma. Lo más probable es que esto se deba a que ella es una plebeya que asiste a una escuela predominantemente poblada por nobles que en su mayoría la menosprecian. A diferencia de la historia principal, Olivia está felizmente enamorada (de Leon); como en las rutas del juego, no podía rechazar los avances de los personajes de captura por su posición social.
Angelica Rapha Redgrave (アンジェリカ・ラファ・レッドグレイブ Anjerika Rafa Reddogureibu?)
 Seiyū: Fairouz Ai, Alexia Lamar (español latino)
La villana principal del primer juego otome, de quien Leon se hace amigo. Ella tiene cabello rubio con feroces ojos rojos. Gracias a la intromisión de Marie, Angélica se convierte en víctima de lo que debería haber sido la historia de Olivia. En cambio, se convierte en la mejor amiga de Olivia y se enamora de Leon.
Luxion (ルクシオン Rukushion?)
 Seiyū: Akira Ishida, Juan Carlos Román (español latino)
Un elemento de inteligencia artificial con personalidad propia, ayuda a Leon en sus actividades. Su cuerpo principal es un dirigible similar a una nave espacial negra gigante, pero para moverse, Luxion adopta la apariencia de una pequeña bola de metal con una lente roja. Dado que Leon es técnicamente un Nuevo Humano, Luxion confunde sus órdenes; ya que odia a los nuevos humanos, pero el alma de Leon es japonesa.
Marie Fou Lafan (マリエ・フォウ・ラーファン Marie Fō Rāfan?)
 Seiyū: Ayane Sakura, por confirmar (español latino)
Es la reencarnada hermana menor de Leon. En su vida anterior, obligaba a su hermano a jugar a los juegos otome mientras se fue de viaje a la playa con sus amigas usando el dinero que sus padres le habían dado para un certificado e incluso le envió algunas fotos de su viaje para burlarse de él. Después de que los padres se enteraran de la verdad ya que su hermano les envió las fotos antes de morir, ella fue echada de la casa ya que era indirectamente responsable de su muerte. Tuvo que sobrevivir trabajando en "entretenimiento nocturno" e incluso pasó a tener varios novios. Finalmente se casó y tuvo una hija, pero su esposo los abandonó y la custodia de su hija pasó a manos de sus padres. Más tarde fue asesinada por su novio abusivo. Luego se reencarnó como Marie Fou Lafan, una hija de una familia vizconde. Tiene el pelo largo y rubio que enmarca su rostro. Sus ojos tienen un color cielo claro. Ella es pequeña, siendo bajita con un pecho pequeño y un cuerpo delgado. Ella aparentemete es una niña amable y tímida desde el exterior, pero en realidad, es una persona manipuladora y egoísta. Ella no tiene ningún problema en manipular a otros para su propio beneficio. Tras un tiempo, se entera de que su hija de su vida anterior reencarnó en el mundo otome como Erica Rapha Holfort. Marie rompió a llorar y le dio un abrazo a su hija perdida; probando que aunque ahora ya no estaban ligados por la sangre, se amaban como antes.
Julius Rapha Holfort (ユリウス・ラファ・ホルファート Yuriusu Rafa Horufāto?)
 Seiyū: Kenichi Suzumura, Carlos Reynoso (español latino)
Es uno de los principales objetivos conquistables en la primera serie del juego otome y el príncipe heredero del Reino de Holfort. Está fascinado con la cocina de los plebeyos, le guarda un fuerte respeto a León pero tiene celos por la extraña cercanía de Marie y León después de la batalla contra el principado.
Mylene Rapha Holfort (ミレーヌ・ラファ・ホルファート Mirēnu Rafa Horufāto?)
 Seiyū: Sayaka Ohara, Mireya Jaurez (español latino)
Es la reina del reino de Holfort, esposa de Roland y madre de dos hijos de sangre real: Julius y Erica. A pesar de tener alrededor de treinta años, luce como si fuera una joven de veinte años. Ella es una mujer genuina, amable y linda. Como reina, está dedicada a su trabajo y actúa con modestia y profesionalmente cumplió con su deber con respeto. Sin embargo, si la situación lo requiere, cambiará de personalidad y se volverá estricta y seria. A pesar de estar casada y tener hijos, Mylene se enamora de Leon, a tal punto que se pone nerviosa al estar cerca de él.
Jilk Fia Marmoria (ジルク・フィア・マーモリア Jiruku Fia Māmoria?)
 Seiyū: Kōsuke Toriumi, Gustavo Reyes (español latino)
El hermano adoptivo del principe heredero Julian y uno de los objetivos de conquista del primer juego. Es muy destacable con el uso de las motos aeréas y su buena puntería.
Terminó como uno de los hijos adoptivos o vasallos de León Fou Bartfort.
Fue prometido de Clarice Fia Atlee pero terminó su compromiso por culpa de Marie y que Jilk le temia el amor de Clarice por él.
Brad Fou Field (ブラッド・フォウ・フィールド Buraddo Fō Fīrudo?)
 Seiyū: Shin'nosuke Tachibana, Ignacio Pineda (español latino)
Es un objetivo de captura del primer juego, considerado él más débil del séquito del principe pero tiene un gran habilidad para uso de la magia.
Termino asignado como Vasallo de León Fou Bartfort.
Chris Fia Arclight (クリス・フィア・アークライト Kurisu Fia Ākuraito?)
 Seiyū: Kōji Yusa, Fernando Rivas (español latino)
Greg Fou Seberg (グレッグ・フォウ・セバーグ Gureggu Fō Sebāgu?)
 Seiyū: Nobuyuki Hiyama

Noelle Zel Lespinasse (ノエル・ジル・レスピナス Noeru Jiru Resupinasu?)
La protagonista de la secuela del juego otome. Ella es la primera hija y una vez exintegrante de la Familia Lespinasse y estudiante de segundo año de secundaria en la Academia Commonwealth. Ella es la hermana gemela mayor de Leila. Fue encargada de León y el séquito del principe Julian incluidas Marie y Cara. Es la sacerdotisa del arból sagrado joven, Fue acosada por Loic y abusada físicamente, hasta que león fue a salvarla, se convirtió en la 3 prometida de León Fou Bartfort
Leila Zel Lespinasse (レリア・ジル・レスピナス Reria Jiru Resupinasu?)
Es la hija menor de la Familia Beltre y una vez exintegrante de la Familia Lespinasse. Ella es la hermana gemela más joven de Noelle.
Louise Sara Rault (ルイーゼ・サラ・ラウルト Ruīze Sara Rauruto?)
La hija mayor de Rault Household y estudiante de tercer año de secundaria en la Academia Alzer. Protegía a Noelle Beltre de otro nobles haciéndola víctimas de sus abusos verbales, le guardaba un cierto resentimiento hacia Noelle, ya que su hermano menor León Sara Rault esta prometido con ella. Fue muy protectora del migrante extranjero León Fou Bartfort (que tenía un aspecto similar a su hermano menor si llegaba a la madurez). Terminó enamorandose de León Fou Bartfort.
Hertrude Sera Fanoss (ヘルトルーデ・セラ・ファンオース Herutorūde Sera Fan'ōsu?)
 Seiyū: Sora Amamiya
Es una de las princesas del Principado de Fanoss y una antagonista durante el inicio de la invasión del Principado o durante un viaje escolar a la academia. También es hermana mayor de Hertrauda Sera Fanoss. Es cínica, paranoica y, a veces, torpe. Hertrude usó su flauta mágica para controlar a los monstruos y capturar el crucero con los estudiantes de la Academia en su viaje escolar con la flota, declarándole la guerra al Reino de Holfort. Con el fin de salvar a los estudiantes, Angelica se entrega a Hertrude en calidad de rehén, pero ella ordena matar a los demás estudiantes. Leon, con la ayuda de algunos estudiantes, destruye a los monstruos, rescata a Angelica y captura a Hertrude, quien admite que pretende destruir al Reino de Holfort ya que en el pasado, dicho reino atacó varias veces al principado. Después de la invasión, la facción del marqués decidió dejar que Hertrude estudiara en el extranjero en el reino, así ella vería la fuerza de su país y en el proceso también intentaría ganarse el favor de la princesa y el principado. Ella también comienza a desarrollar sentimientos por Leon.
Hertrauda Sera Fanoss (ヘルトラウダ・セラ・ファンオース Herutorauda Sera Fan'ōsu?)
Fue la segunda princesa del Principado de Fanoss y personaje secundario durante la guerra entre dos naciones. También es hermana menor de Hertrude Sera Fanoss. Ella es diligente y está lista para sacrificarse por el bien de su amada nación. Al igual que su hermana, Hertrauda posee una flauta mágica que, cuando se toca, le permite invocar y controlar monstruos. Se ha notado que Hertrauda poseía más habilidad que su hermana, pudiendo convocar a dos "Gigantes" a la vez. Dirige la invasión del Reino de Holfort para rescatar a su hermana con el apoyo de algunos nobles del reino quienes veían a Leon como una amenaza. Tras rescatar a Hertrude, ésta le convenció de que retirara sus fuerzas, ya que el Reino de Holfort los tenía acorralados, pero Hertrauda no lo hizo, ya que no quería morir así. Su flauta mágica se rompió y finalmente murió en los brazos de su hermana.

## Contenido de la obra

### Novela ligera
La serie está escrita por Yomu Mishima e ilustrada por Monda. El autor la publicó originalmente como una novela web en la plataforma Shōsetsuka ni Narō desde el 1 de octubre de 2017 hasta el 15 de octubre de 2019, y concluyó con siete partes y 176 capítulos. Ha sido publicada por Micro Magazine bajo su sello GC Novels desde el 30 de mayo de 2018. Seven Seas Entertainment obtuvo la licencia de la serie en inglés en abril de 2020, y se lanzó el primer volumen digitalmente el 19 de noviembre de 2020.

#### Lista de volúmenes
| Volúmenes de novelas ligeras publicadas | Volúmenes de novelas ligeras publicadas | Volúmenes de novelas ligeras publicadas |
| Número                                  | Fecha de lanzamiento                    | ISBN                                    |
| --------------------------------------- | --------------------------------------- | --------------------------------------- |
| 1                                       | 30 de mayo de 2018                      | ISBN 978-4-89637-753-8                  |
| 2                                       | 30 de octubre de 2018                   | ISBN 978-4-89637-830-6                  |
| 3                                       | 29 de marzo de 2019                     | ISBN 978-4-89637-864-1                  |
| 4                                       | 30 de agosto de 2019                    | ISBN 978-4-89637-911-2                  |
| 5                                       | 30 de enero de 2020                     | ISBN 978-4-89637-975-4                  |
| 6                                       | 30 de julio de 2020                     | ISBN 978-4-86716-033-6                  |
| 7                                       | 30 de enero de 2021                     | ISBN 978-4-86716-106-7                  |
| 8                                       | 30 de junio de 2021                     | ISBN 978-4-86716-157-9                  |
| 9                                       | 30 de noviembre de 2021                 | ISBN 978-4-86716-214-9                  |
| 10                                      | 30 de mayo de 2022                      | ISBN 978-4-86716-299-6                  |
| 11                                      | 28 de diciembre de 2022                 | ISBN 978-4-86716-367-2                  |
| 12                                      | 31 de julio de 2023                     | ISBN 978-4-86716-451-8                  |
| 13                                      | 29 de marzo de 2024                     | ISBN 978-4-86716-555-3                  |

#### Otros idiomas
La serie de novelas ligeras también se publica en:
- Corea como 여성향 게임 세계는 모브에게가혹한 세계입니다 por S Novel Plus de Somy Media, que comenzó a publicarse el 13 de marzo de 2020.[24]
- Taiwán como 輕小說 女性向遊戲世界對路人角色很不友 por Chingwin Publishing Group, que comenzó a publicarse el 7 de diciembre de 2020.[25]
- Tailandia como ชีวิตตัวประกอบอย่างตูช่างอยู่ยากเมื่ออยู่ในโลกเกมจีบหนุ่ม por Luckpim Publishing, que comenzó a publicarse el 16 de octubre de 2019.[26]
- Vietnam como Thế Giới Otomegame Thật Khắc Nghiệt Với Nhân Vật Quần Chúng por Tsuki LightNovel, que comenzó a publicarse en agosto de 2020.[27]

### Manga
Una adaptación al manga de la serie con arte de Jun Shiosato comenzó a serializarse el 5 de octubre de 2018 y se publica bajo el sello Dragon Comics Age de Fujimi Shobo. Seven Seas Entertainment anunció la licencia de la adaptación de la serie al manga el 4 de diciembre de 2020 y publicó el primer tomó el 27 de julio de 2021.

#### Lista de volúmenes
| Volúmenes de manga publicados | Volúmenes de manga publicados | Volúmenes de manga publicados |
| Número                        | Fecha de lanzamiento          | ISBN                          |
| ----------------------------- | ----------------------------- | ----------------------------- |
| 1                             | 8 de junio de 2019            | ISBN 978-4-04-073204-6        |
| 2                             | 9 de septiembre de 2019       | ISBN 978-4-04-073321-0        |
| 3                             | 9 de abril de 2020            | ISBN 978-4-04-073613-6        |
| 4                             | 7 de agosto de 2020           | ISBN 978-4-04-073770-6        |
| 5                             | 9 de diciembre de 2020        | ISBN 978-4-04-073901-4        |
| 6                             | 9 de julio de 2021            | ISBN 978-4-04074-171-0        |
| 7                             | 8 de enero de 2022            | ISBN 978-4-04074-384-4        |
| 8                             | 9 de mayo de 2022             | ISBN 978-4-04074-528-2        |
| 9                             | 7 de octubre de 2022          | ISBN 978-4-04074-714-9        |
| 10                            | 7 de abril de 2023            | ISBN 978-4-04074-934-1        |
| 11                            | 8 de septiembre de 2023       | ISBN 978-4-04075-124-5        |

#### Otros idiomas
El manga también se publica en:
- Corea como 여성향 게임 세계는 엑스트라에게 엄격한 세계입니다 por Shift Comics de YNK Publishing, que comenzó a publicarse el 13 de febrero de 2020.[43]
- Taiwán como 女性向遊戲世界對路人角色很不友好 por Chingwin Publishing Group, que comenzó a publicarse el 17 de diciembre de 2020.[44]
- Tailandia como ชีวิตตัวประกอบอย่างตูช่างอยู่ยากเมื่ออยู่ในโลกเกมจีบหนุ่ม por Luckpim Publishing, que comenzó a publicarse el 5 de agosto de 2019.[45]

### Anime
El 25 de noviembre de 2021 se anunció una adaptación de la serie al anime. Está producida por ENGI y dirigida por Kazuya Miura y Shin'ichi Fukumoto, con Kenta Ihara escribiendo los guiones, Masahiko Suzuki diseñando los personajes y Kana Hashiguchi y Show Aratame componiendo el música. La serie se estrenó el 3 de abril de 2022 en AT-X, Tokyo MX, ytv y BS NTV. El tema de apertura de la serie es "Silent Minority" interpretado por Kashitarō Itō, mientras que el tema de cierre de la serie es "selfish" interpretado por Riko Azuna. Crunchyroll obtuvo la licencia de la serie fuera de Asia.
Una segunda temporada fue anunciada el 26 de diciembre de 2022.
El 3 de abril de 2023, Crunchyroll anunció que la serie había recibido un doblaje en español latino, la cual se estrenó el 25 de mayo (primera temporada).

## Recepción
La serie de novelas ligeras ha vendido al menos 2.000.000 copias en total hasta el 15 de septiembre de 2022.